# Ширмівка
Ши́рмівка — село в Україні, у Погребищенській міській громаді Вінницького району Вінницької області. Населення становить 614 осіб.

## Історія
Вперше село згадується у писемних джерелах 1759 року.
Під час організованого радянською владою Голодомору 1932—1933 років померло щонайменше 366 жителів села.
Під час Другої світової війни село було зайняте німецькими військами у другій половині липня 1941 року. Червоною армією село було зайняте 30 грудня 1943 року.
На початку 1970-х років за місцевим колгоспом «Україна» було закріплено 6356 га землі, в тому числі 5125 га орної. Провідними галузями були рільництво й тваринництво. В селі були середня школа, клуб, бібліотека, дільнича лікарня. Видавалася багатотиражна газета «Голос колгоспника».
12 червня 2020 року, відповідно до розпорядження Кабінету Міністрів України № 707-р «Про визначення адміністративних центрів та затвердження територій територіальних громад Вінницької області», увійшло до складу Погребищенської міської громади.
19 липня 2020 року, в результаті адміністративно-територіальної реформи та ліквідації Погребищенського району, село увійшло до складу Вінницького району.

## Населення
За даними перепису 2001 року кількість наявного населення села становила 608 осіб, із них 99,02 % зазначили рідною мову українську, 0,81 % — російську, 0,16 % — білоруську.
| Рік            | ~1972 | 1989 | 2001 |
| -------------- | ----- | ---- | ---- |
| Кількість осіб | 1537  | 863  | 608  |

## Відомі люди
- Завальнюк Анатолій Харитонович (нар. 1934) — український вчений у галузі судової медицини.
- Козиревич Марія Антонівна (1921 — ?) — українська радянська діячка, новатор сільськогосподарського виробництва, ланкова колгоспу імені 1-го Травня села Ширмівки Погребищенського району Вінницької області. Депутат Верховної Ради УРСР 2-го скликання.
- Левківський Степан Степанович (нар. 1934) — український гідролог.
- Мукоєд Анатолій Петрович — кандидат фізико-математичних наук, доцент Київського національного університету імені Тараса Шевченка.